# Sân bay Tà Cơn
Sân bay Tà Cơn hiện là một di tích lịch sử ở vùng đất thôn Hòa Thành xã Tân Hợp, huyện Hướng Hóa, tỉnh Quảng Trị, Việt Nam. Trong Chiến tranh Việt Nam thời kỳ năm 1966 – 1968 sân bay Tà Cơn là đầu cầu hàng không trong cụm cứ điểm quân sự chiến lược của quân đội Mỹ, là mắt xích quan trọng của tập đoàn cứ điểm Khe Sanh. Những năm đó Quân Giải phóng miền Nam Việt Nam tiến hành Chiến dịch giải phóng Khe Sanh để khai thông con đường tiếp vận từ miền Bắc vào miền Nam. Di tích đã được Bộ VHTT xếp hạng quốc gia tại Quyết định số 236/QĐ-BVHTT ngày 12 tháng 12 năm 1986.

## Đặc điểm
Di tích nằm trên địa phận thôn Hòa Thành, xã Tân Hợp, huyện Hướng Hóa, cách đường Hồ Chí Minh (đoạn nối từ Khe Sanh tới Hướng Lập) hơn 400 m về hướng đông bắc, và cách thị trấn Khe Sanh 3 km về hướng bắc . Tại khu di tích có nhà bảo tàng và các vật trưng bày chiến cụ như máy bay, trực thăng, xe tăng. Di tích Sân bay Tà Cơn hiện là điểm tham quan quan trọng trong tour du lịch "tour DMZ - Thăm lại chiến trường xưa" trong Chiến tranh Việt Nam .